# 天幕站
天幕站（日语：／ Temmaku eki */?）是一曾存在於北海道旅客鐵道石北本線沿線的車站，位於日本北海道上川郡上川町境內。由於附近人煙稀少、車站使用率低落，於2001年（平成13年）7月1日廢站。

## 車站構造
- 擁有側式月台1面1線與一座木造站房，廢止時為無人車站。
- 在更久以前站內曾設有會車的設備，當時的配置為相對式月台2面2線，但之後撤除其中一側的月台與路線。

## 車站周邊
- 國道273號
- 上川回收（リサイクルかみかわ，是一處事業廢棄物處理設施）

## 歷史
- 1929年（昭和4年）11月20日 - 設立。
- 1983年（昭和58年）1月10日- CTC化後成為無人車站。
- 1986年（昭和61年）11月1日 - 時刻表改點，每日僅1個往復班次停靠。
- 1987年（昭和62年）4月1日 - 國鐵分割民營化，車站劃歸由JR北海道繼承。
- 2000年（平成12年）
  - 2月 - 撤收會車的設施。
  - 7月 - 拆除2號線的股道。
- 2001年（平成13年）
  - 2月1日〜4月30日 - 停止營業。
  - 7月1日 - 廢站。
  - 8月上旬 - 除有關號誌上的建築被保留外，其他設施皆被拆除。
  - 9月 - 設置車站遺跡紀念碑。

## 目前狀況

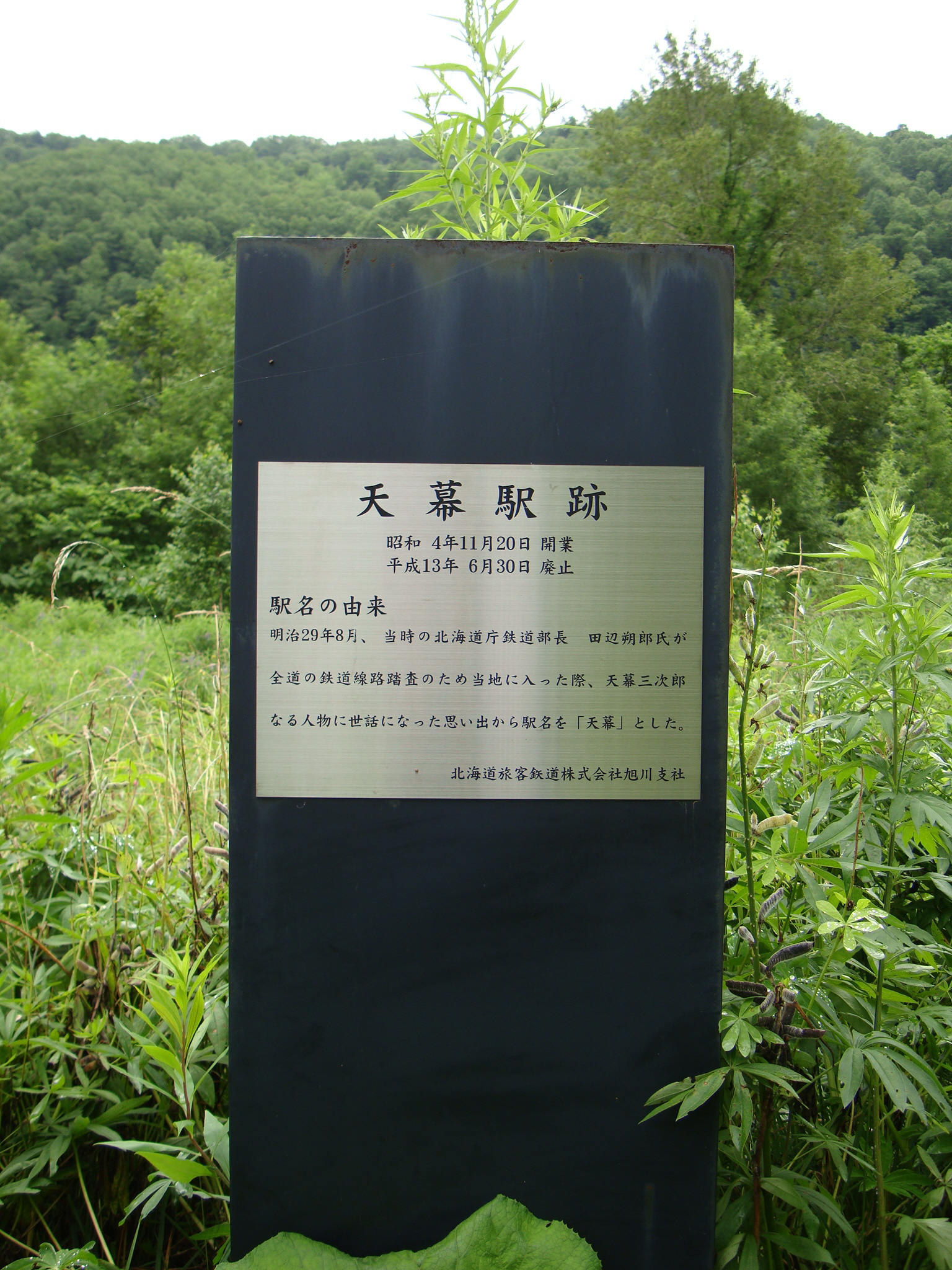
車站遺跡石碑

僅留下有關號誌的建築，包括站房以內的設施均已拆除。JR北海道旭川支社於原車站所在設置一紀念碑。

## 站名由來
為了鋪設石北本線而來到此處調查的鐵道建設部長田邊朔朗（以琵琶湖疏水（運河）計畫而知名的日本土木工程學者），為了感念在此地招待他吃住的天幕三次郎，而根據其姓氏替車站命名。

## 相鄰車站
北海道旅客鐵道
石北本線
上川－天幕－中越（現在的中越信號場）

## 外部連結
- （日語）全驛參觀之旅 （页面存档备份，存于）